# Aérodrome de Tambor
L'aérodrome de Tambor (code IATA : TMU • code OACI : MRTR) est un aéroport qui dessert Tambor, au Costa Rica. Il dessert également d'importantes destinations touristiques comme Mal Pais, Santa Teresa, Montezuma et Cabo Blanco. C'est l'aéroport le plus important de la Péninsule de Nicoya.
L'aéroport de Tambor est actuellement le sixième aéroport le plus fréquenté au Costa Rica, le quatrième domestique seulement après Puerto Jiménez, Quépos et Tamarindo. Il est détenu et géré par la Direction Générale de l'Aviation Civile.

## Situation
| \| 50 km1:1 721 000 \| Bahia Drake Barra del Colorado Coto 47 Golfito Nosara Palmar Sur Puerto Jiménez Punta Islita Quépos San Isidro de El General Tamarindo Tambor Tortuguero Libéria San José T. Bolaños Limón San José-J.-Santamaría |
| 50 km1:1 721 000 |

## Service régulier
| Compagnies     | Destinations           |
| -------------- | ---------------------- |
| Nature Air     | San José-T. Bolaños    |
| Sansa Airlines | San José-J. Santamaría |

## Statistiques passagers
Ces données montrent le nombre de mouvements de passagers dans l'aéroport, selon l'annuaire statistique de la Direction Générale de l'Aviation Civile du Costa Rica.